# Front Zabajkalski
Front Zabajkalski (ros. Забайкальский фронт) – związek operacyjno-strategiczny Armii Czerwonej o kompetencjach administracyjnych i operacyjnych na wschodnim terytorium ZSRR, działający podczas wojny z Niemcami w czasie II wojny światowej. 

## Formowania i walki
Utworzony został 15 września 1941 w celu odparcia ewentualnego uderzenia na Dalekim Wschodzie. 
Przeformowany w lipcu i sierpniu 1945 roku w związku z przygotowaniem operacji przeciw Japonii. 
Front Zabajkalski rozwinął się na zachodniej granicy Mandżurii pod dowództwem  marszałka Rodiona Malinowskiego. Na przełomie sierpnia i września wraz z 1 i 2 Frontem Dalekowschodnim, Flotą Oceanu Spokojnego i Amurską Flotyllą Wojskową przeprowadził operację kwantuńską przeciwko japońskiej Armii Kwantuńskiej.

## Struktura organizacyjna
Sierpień 1945
- 17 Armia,
- 36 Armia,
- 39 Armia,
- 53 Armia,
- 6 Gwardyjska Armia Pancerna,
- 12 Armia Lotnicza
- radziecko-mongolska grupa konno-zmechanizowana

## Dowództwo frontu
| Dowódcy frontu                        | Dowódcy frontu     |
| Stopień, imię i nazwisko              | Czasokres          |
| ------------------------------------- | ------------------ |
| gen. por. / gen. płk) Michaił Kowalow | do 12 lipca 1945   |
| marsz. Rodion Malinowski              | od 2 (8?) sierpnia |